# Remethe János
Remethe János (névváltozat: Rhenese János  15–16. század) magyar katolikus főpap.

## Élete
1490-től nándorfehérvári püspök, 1494-től veszprémi segédpüspök is.
Utóda 1506-tól Tamás, más forrás szerint 1525. április 24-étől Petthry Miklós János.